# Isabel de Croÿ

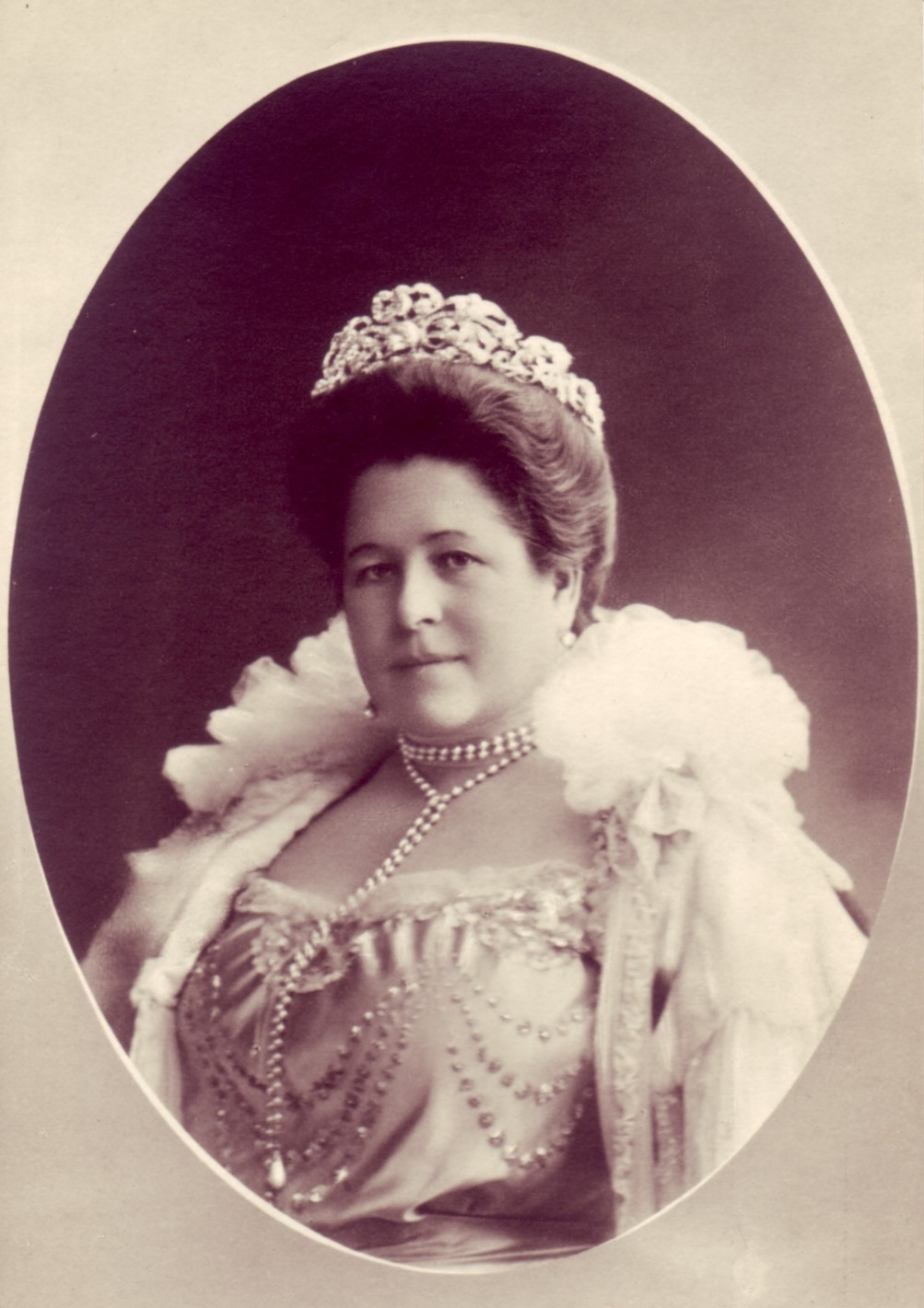
La archiduquesa Isabel en 1907.

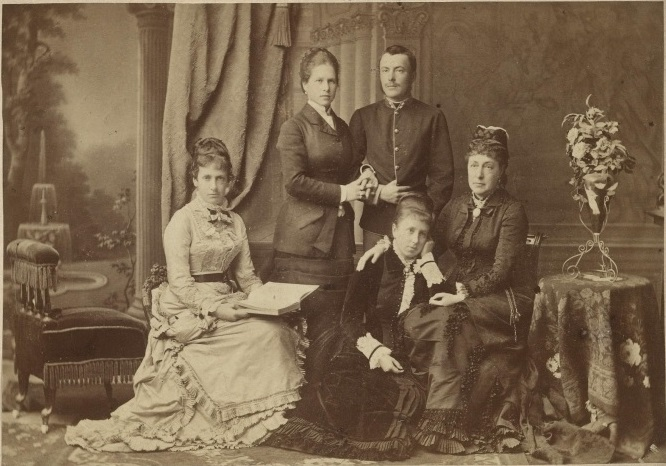
Isabel con su esposo, su suegra la archiduquesa Isabel Francisca de Austria, su cuñada María Cristina de Austria, y la archiduquesa María Teresa de Austria-Este, cuñada de la madre de Federico a través de su primer matrimonio.

Isabel de Croÿ (en alemán, Isabella von Croÿ; Dülmen, 27 de febrero de 1856-Budapest, 5 de septiembre de 1931) fue una princesa de Croÿ, y después por su matrimonio archiduquesa de Austria y duquesa de Teschen.

## Biografía
Isabela procedía de la noble y antigua familia de Croÿ, originaria del condado de Ponthieu en Picardía, que es mencionada por primera vez en unos documentos del siglo XII. Era hija del duque Rodolfo de Croÿ y de su primera esposa, la princesa Natalia de Ligne. Debido a su generoso busto y su aspecto de matrona, se la llamaba burlonamente "Busabella".
Isabel hizo un matrimonio prestigioso al casarse el 8 de octubre de 1878 con el archiduque Federico de Austria en el castillo de L'Hermitage en Condé-sur-l’Escaut. Se trataba del hijo de Carlos Fernando de Austria y de la archiduquesa Isabel Francisca de Austria, primo segundo del emperador de Austria y sobrino y heredero de Alberto de Austria-Teschen. La pareja tuvo ocho hijas y un hijo:
- María Cristina (1879-1962), casada con el príncipe Manuel de Salm-Salm.
- María Ana (1882-1940), se casó con Elías, duque de Parma.
- María Enriqueta (1883-1956), se casó con el príncipe Godofredo de Hohenlohe-Waldenburg-Schillingfurst.
- Natalia María (1884-1898).
- Estefanía María Isabel (1886-1890).
- Gabriela María Teresa (1887-1954).
- Isabel (1887-1973), casada con el príncipe Jorge de Baviera.
- María Alicia (1893-1962), casó con el barón Federico Waldbott von Bassenheim.
- Alberto Francisco (1897-1955), duque de Teschen.

En 1895, falleció el archiduque Alberto, y Federico y su esposa heredaron la mayor parte de su inmensa fortuna, ligada al ducado de Teschen, un conglomerado de tierras, palacios, castillos, fincas de caza, industrias, campos de cultivo y bosques, estimados en 121.000 hectáreas. Se convirtieron en los miembros más ricos de la Casa de Habsburgo, solo por detrás del emperador. Entre las propiedades heredadas estaban algunas que serían muy importantes en la vida de Isabel, como el extenso señorío de Ungarisch-Altenburg (en Hungría), Seelowitz y Friedeck-Freiberg (en Bohemia-Moravia) y los palacios de Halbturn, Weilburg y sobre todo el Albrechtspalais, en Viena, con sus magnífica colección de arte.
La archiduquesa Isabel fue una mujer muy activa socialmente, de buen gusto e ingenio, apoyaba a su esposo en la administración de sus propiedades. Madre de una familia numerosa, educó a su hijo e hijas con la esperanza de que lograsen contraer brillantes alianzas matrimoniales. Como todos los aristócratas de su tiempo, la archiduquesa realizaba frecuentes obras de caridad. Apoyó el desarrollo económico y social en Hungría mediante el apoyo a la artesanía tradicional (bordados, crochet) y la educación de niños y mujeres.
Apasionada por el idioma y la cultura gitana (como su primo, el archiduque José Carlos), se interesó en la música romaní. Isabel también fue una tenista reconocida y una fotógrafa talentosa, y una gran parte de su obra fue expuesta y publicada (en 1904 y 1905, entre otros). Algunas de sus obras tienen interés etnográfico.

## Archiduque Francisco Fernando
En 1898, el heredero del trono austrohúngaro, el archiduque Francisco Fernando de Austria, comenzó a visitar con frecuencia a Isabel y Federico, residiendo en Halbturn durante varias semanas. Al principio, se supuso que estaba allí para cortejar a una de sus muchas hijas. Finalmente, en la cancha de tenis se encontró un reloj de bolsillo perteneciente al heredero y que en su interior tenía el retrato de la condesa Sofía Chotek, dama de compañía de la archiduquesa Isabel.
Isabel se enfureció porque Francisco Fernando había dejado en ridículo a sus hijas, habiéndoles creado pretensiones de matrimonio para luego escoger a la hija de un diplomático como novia y futura emperatriz. La archiduquesa se convierte en enemiga jurada de la joven pareja e intenta por todos los medios hacer imposible su unión. Sofía fue despedida del servicio, iniciando así un largo conflicto entre Federico y Francisco Fernando. Finalmente, a pesar de toda oposición, Francisco Fernando se casó con Sofía en 1900. El matrimonio era morganático y para permitirlo, la corte de Viena pactó que Sofía quedaría en un rango mucho más bajo en la corte que la de su esposo, y ninguno de sus hijos podría acceder a los honores dinásticos de su padre, todo principalmente como resultado de las maquinaciones de Isabel. 
Después de todo ello, Isabel mantuvo un profundo desdén por las bodas morganáticas. Una década más tarde, la archiduquesa creó un furor similar cuando su sobrino, Karl, decimotercer príncipe von Croÿ, intentó casarse con Nancy Leishman, la hija del embajador de los Estados Unidos en Alemania, John George Alexander Leishman, expresidente de Carnegie Steel. La archiduquesa alegaba que Nancy, siendo una plebeya americana, no era una esposa apropiada para un príncipe de Croÿ. Sin embargo, Karl y Nancy se casaron y hoy su nieto es el actual duque de Croÿ.

## Últimos años
En 1914, el archiduque Federico decidió retirarse del ejército, siguiendo las solicitudes de su esposa, que se negó a que esté bajo las órdenes de Francisco Fernando. Pero cuando el heredero al trono y su esposa fueron asesinados en Sarajevo el 28 de junio, Isabel convenció a su esposo de que permaneciera temporalmente en su puesto.
Durante varios años, Federico sirvió a Austria-Hungría contra las fuerzas de la Entente. Sin embargo, cuando el emperador Carlos I sucedió a Francisco José I en el trono en 1916, decidió despedir a su tío del cargo y reemplazarlo. Siempre tan ambiciosa, Isabel tomó el gesto del nuevo emperador como un insulto personal. También estaba sorprendida de que el gobernante no fuera más cercano a su yerno y su hija, hermano y cuñada de la emperatriz Zita.
El 1 de diciembre de 1918, el archiduque Federico se retiró definitivamente del ejército. Poco después, Austria-Hungría se derrumbó y los gobiernos de los estados que sucedieron al Imperio expropiaron en gran medida las propiedades de los miembros de la Casa de Habsburgo. Así, el ducado de Teschen perdió muchas propiedades nacionalizadas por la nueva Checoslovaquia.
A pesar de las dificultades, Isabel aprovechó la caída del Imperio de los Habsburgo para resaltar a su descendencia. Después del fracaso de la restauración de Carlos I y su esposa en Budapest, la archiduquesa buscó colocar a su hijo Alberto en el trono real de Hungría. El proyecto fracasó, pero el archiduque siguió siendo muy popular durante toda la regencia de Horthy.
La archiduquesa murió en un sanatorio en Budapest el 5 de septiembre de 1931, a la edad de 75 años. Su cuerpo está enterrado en la cripta de la Iglesia de Matías de Budapest.

## Títulos y órdenes

### Órdenes
- Dama de primera clase de la Orden de la Cruz Estrellada. (Imperio austrohúngaro)[3]
- 1901: Dama gran cruz de la Orden de Isabel.[4] (Imperio austrohúngaro)
- 30 de agosto de 1883: Dama de la Orden de las Damas Nobles de la Reina María Luisa.[5] (Reino de España)